# Geografia de les Seychelles

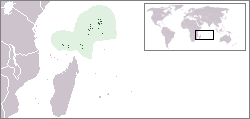
Localització de les Seychelles

Les Seychelles constitueixen un arxipèlag de l'oceà Índic. És un conjunt de cinquanta illes, de les quals trenta-tres són habitades. El grup anomenat Illes Interiors (al voltant de Mahé, l'illa principal i més gran) formen el nucli principal del país. La resta d'illes són atols de corall més xicotets i pràcticament deshabitats.
La ciutat de Victòria és la capital del país, se situa a Mahé, illa principal en què viu prop de 80% de la població total. El punt més alt de les Seychelles és el Morne Seychellois de 905 m.
El clima local és tropical, temperat i prou humit per influències marines.

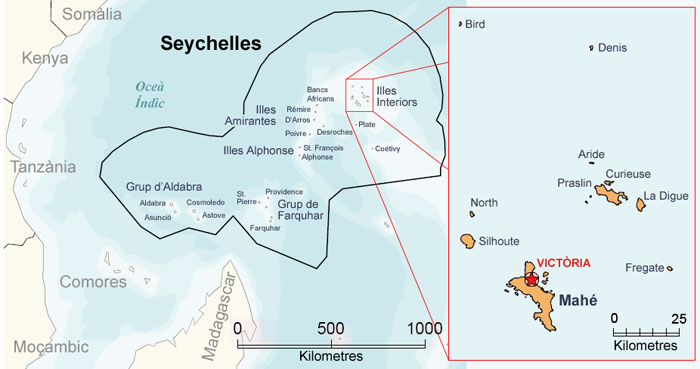
Principals illes i grups d'illes